# Galilia
Galilia is een geslacht van kreeftachtigen uit de klasse van de Malacostraca (hogere kreeftachtigen).

## Soorten
- Galilia narusei Ng & Richer de Forges, 2007
- Galilia petricola Komai & Tsuchida, 2014